# Кенийско-сьерра-леонские отношения
Кенийско-сьерра-леонские отношения — двусторонние дипломатические отношения между Кенией и Сьерра-Леоне. 

## История
Кения является одним из государств-членов Африканского союза, предоставивших войска для Миссии Организации Объединённых Наций в Сьерра-Леоне (МООНСЛ) с 1995 по 2005 год. Задача МООНСЛ заключалась в стабилизации обстановки в Сьерра-Леоне и выполнении Ломейского мирного соглашения. Миссия МООНСЛ успешно завершилась в 2005 году.
Во время эпидемии лихорадки Эбола в Западной Африке Кения пожертвовала 1 миллион долларов США Гвинее, Либерии и Сьерра-Леоне. Однако, Кения также запретила въезд для туристов из этих трёх стран во время эпидемии лихорадки Эбола. Запрет также распространялся на туристов, которые путешествовали по любой из трёх стран.
Национальный авиаперевозчик Kenya Airways также приостановил полёты в страны Западной Африки.
После введения этих ограничительных мер Сьерра-Леоне пригрозила пересмотреть отношения с Кенией и другими африканскими странами, которые изолировали страны, пострадавшие от лихорадки Эбола.
В январе 2015 года Кения направила 170 медицинских работников в Сьерра-Леоне и Либерию для оказания помощи этим странам, пострадавшим от лихорадки Эбола.

## Торговля
В 2010 году объём товарооборота между государствами составил сумму 611 933 доллара США, из которых Кения экспортировала товаров на сумму 542 215 долларов США в Сьерра-Леоне. Таким образом, товарооборот сложился в значительной степени в пользу Кении.
Экспорт Кении в Сьерра-Леоне: медикаменты, печатная продукция, чай и мате, текстиль, бумага, косметика и электроника. Импорт Кении из Сьерра-Леоне: руда и концентраты цветных металлов, подшипники, мебель и части телевизионных приемников.